# Pseudomyrmex ejectus
Pseudomyrmex ejectus é uma espécie de formiga do género Pseudomyrmex, subfamilia Pseudomyrmecinae. Foi descrita por Smith em 1858.
Encontra-se na costa do golfo dos Estados Unidos e em Costa Rica e Jamaica.